# Александровская, Екатерина Владимировна
Екатерина Владимировна Александровская (11 (23) октября 1899 , Иваново-Вознесенск — 4 января 1973, Ленинград) — советская актриса театра и кино. Народная артистка РСФСР (1960).

## Биография
Екатерина Владимировна Александровская родилась 11 (24) октября 1899 года в актёрской семье Е. П. Корчагиной (Корчагиной-Александровской) и В. В. Александровского в Иваново-Вознесенске Шуйского уезда Владимирской губернии (сейчас город Иваново) незадолго до их переезда в Псков.
В 1918 году окончила Школу русской драмы в Петрограде (по классу Ю. М. Юрьева). В 1918—1926 годах выступала в Александринском театре, где её дебютом стала роль Николь в «Мещанине во дворянстве» Мольера. Позже играла в Большом драматическом театре.
В 1941 году вернулась в Александринку (в то время Ленинградский государственный академический театр драмы имени А. С. Пушкина), где работала до конца жизни.
Острохарактерная актриса. Создала образы, проникнутые народным юмором, задушевностью.
Умерла 4 января 1973 года, похоронена на Богословском кладбище Санкт-Петербурга.

### Семья
- Мать — актриса Екатерина Павловна Корчагина-Александровская, народная артистка СССР (1874—1951).
- Отец — актёр Владимир Васильевич Александровский.

## Творчество

### Большой драматический театр
- 1932 — «Егор Булычов и другие» М. Горького — Зобунова

#### Ленинградский академический театр драмы имени А. С. Пушкина
- «Доходное место» А. Н. Островского — Кукушкина
- «Мещане» М. Горького — Акулина Ивановна Бессемёнова
- 1945 — «Таланты и поклонники» А. Н. Островского — Домна Пантелевна
- 1947 — «Школа злословия» Р. Шеридана — миссис Кэндер
- 1949 — «Полководец Суворов» И. В. Бахтерева и А. В. Разумовского — Степанида, торговка при армии
- 1955 — «Оптимистическая трагедия» Вс. Вишневского — Старая женщина
- 1956 — «Второе дыхание» А. А. Крона — Таисия Ивановна, санитарка
- 1956 — «Испытание» П. Белобородова — Дарья Александровна
- 1957 — «Грозовой год» А. Я. Каплера и Т. С. Златогоровой — Евдокия Ивановна
- 1958 — «Дворянское гнездо» по роману И. С. Тургенева — Марфа Тимофеевна Пестова
- 1963 — «Гроза» А. Н. Островского — Феклуша
- 1963 — «Платон Кречет» А. Е. Корнейчука — санитарка Христина Архиповна
- 1967 — «Дело, которому служишь» по мотивам трилогии Ю. П. Германа — Матвеевна

## Фильмография
- 1926 — Карьера Свирьки Шпандыря — молодая девушка
- 1932 — Золотые руки — Мария Птичкина
- 1954 — Запасной игрок — Елена Ивановна, секретарь директора завода
- 1955 — Таланты и поклонники — Домна Пантелеевна, мать Негиной
- 1956 — Драматургия Островского — Феклуша (фрагмент из спектакля «Гроза»)
- 1958 — Отцы и дети — Арина Власьевна

## Награды и премии
- Заслуженная артистка РСФСР (11.03.1939).
- Народная артистка РСФСР (09.03.1960).
- Орден «Знак Почёта» (01.06.1940).
- Медаль «В память 250-летия Ленинграда» (05.11.1957).